# Cykl powieściowy
Cykl powieściowy - odmiana cyklu literackiego; zespół powieści, z reguły jednego autora, które nie tracąc samodzielności, tworzą nadrzędną całość poprzez wspólnotę powtarzających się motywów i składników treści, w tym przede wszystkim takich elementów świata przedstawionego jak główne i uboczne postaci literackie czy środowisko społeczne. 
Może przyjmować postać dylogii, trylogii, tetralogii etc. W XX-wiecznej literaturze ewoluował do formy tak zwanej roman-fleuve - powieści-rzeki - wielowątkowego i wielotomowego utworu przedstawiającego na tle intelektualnym, obyczajowym czy historycznym rozwój duchowy bohatera albo dzieje wielopokoleniowej rodziny.
Przykłady cyklów powieściowych w literaturze światowej: Komedia ludzka Balzaca, Dzieje Rougon-Macquartów E. Zoli, Rodzina Thibault R. Martina du Gard, Ludzie dobrej woli J. Romains’a, Saga rodu Forsyte’ów J. Galsworthy’ego, cykl o Harrym Potterze J.K. Rowling.
W Polsce cykle powieściowe tworzyli m.in.: Henryk Sienkiewicz (Trylogia), Maria Dąbrowska (Noce i dnie), Alfred Szklarski (cykl powieści o przygodach Tomka Wilmowskiego).